# K. Chudahalli, Bangalore South
K. Chudahalli là một làng thuộc tehsil Bangalore South, huyện Bangalore Urban, bang Karnataka, Ấn Độ.